# 源忠賢
源 忠賢 (みなもとの ただかた) とは平安時代中期の貴族。醍醐源氏、西宮左大臣源高明の長男。官位は正五位下・左兵衛佐

## 経歴
安和2年（969年）3月に左馬助・源満仲と前武蔵介・藤原善時らが中務少輔・橘繁延と左兵衛大尉・源連らによる謀反を密告。謀反の容疑は父、高明にも及び、検非違使に邸を取り囲まれ、大宰権帥に左遷する詔が伝えられた。忠賢は父高明と共に出家して京に留まることを願うが許されず、大宰府へ流された。その後は不明。

## 略歴
- 父:源高明
- 母:不詳
- 妻:不詳
- 子:源守隆
- 子:源致公[2]